# Evropské společenství uhlí a oceli

Zakládající členové ESUO

Evropské společenství uhlí a oceli (ESUO), někdy také označované jako Montánní unie („důlní“, „hornická“) byla založena Pařížskou smlouvou jako mezinárodní organizace mezi 6 státy v roce 1952 na dobu padesáti let. Dá se považovat za základ Evropské unie. ESUO byla první organizací založenou na principu supranacionality.
Myšlenka společného trhu byla navržena francouzským ekonomem Jeanem Monnetem jako způsob, jak zabránit další válce mezi Francií a Německem získáním společné kontroly nad produkcí strategických surovin uhlí a oceli. Konkrétní podobu získalo v deklaraci francouzského ministra zahraničí Roberta Schumana z 9. května 1950, známé také jako Schumanův plán. K plánu se přihlásila nejen Francie s Německem, ale také Itálie a tři státy Beneluxu: Belgie, Lucembursko a Nizozemsko. Těchto šest zakládajících států v roce 1951 podepsalo v Paříži smlouvu, kterou bylo ESUO založeno k 23. červenci 1952. ESUO bylo řízeno Vysokým úřadem.
ESUO se v roce 1957 římskými smlouvami spojilo s dvěma podobnými společenstvími, se kterými sdílelo členství a některé instituce. V roce 1969 se všechny jeho instituce spojily s institucemi EHS (dnes pouze ES), které se později stalo součástí EU. Ale ponechalo si svoji nezávislou identitu. V roce 2002 vypršela platnost Pařížské smlouvy. Vzhledem k tomu, že nebyla žádná vůle po jejím prodloužení, všechny aktivity a zdroje ESUO byly absorbovány Evropským společenstvím (ES). Během své existence ESUO uspělo ve vytváření společného trhu uhlí a oceli, ale nedokázalo zabránit poklesu průmyslu zabývajícího se uhlím a ocelí. Položilo ovšem základ pro budoucí Evropskou unii.

## Historie
Schumanův plán ze dne 9. května 1950 byl založen na díle Jeana Monneta. Navrhl vytvoření evropského společenství, kde by jeho členové dali na společný trh uhlí a ocel. Schuman navrhl aby "francouzsko-německá produkce uhlí a oceli jako celku byla umístěna pod Vysoký úřad, v rámci organizace otevřené účasti dalších evropských zemí". Takový akt byl zamýšlen, aby pomohl ekonomickému růstu a stmelení míru mezi Francií a Německem, kteří byli historickými nepřáteli. Uhlí a ocel byly životně důležité suroviny pro vedení války, takže dání těchto zdrojů dohromady takovými nepřáteli bylo považováno za obzvlášť symbolické. Tento plán byl také považován za první krok ke "Spojeným státům evropským".

## Smlouvy
Sto článků dlouhá Pařížská smlouva, která založila ESUO, byla podepsána 18. 4. 1951 Francií, Západním Německem, Belgií, Itálií, Lucemburskem a Nizozemím. Tím se ESUO stalo první mezinárodní organizací založenou na supranacionálním principu. Jejím účelem byl rozvoj ekonomik, zvýšení zaměstnanosti a zvýšení životní úrovně v rámci společenství. Toho mělo být dosaženo prostřednictvím společného trhu. Společný trh uhlí, železné rudy a šrotu byl otevřen 1. 2. 1953, oceli 1. 5. 1953 a ušlechtilé oceli 1. 8. 1954.
Šest let po Pařížské smlouvě byly Římské smlouvy podepsány 6 členskými státy ESUO. Tím bylo vytvořeno Evropské hospodářské společenství a EURATOM. Tato společenství byla s malými změnami založena na principu ESUO. Platnost Římských smluv byla na rozdíl od Pařížské smlouvy neomezená. Obě nová společenství pracovala na vytvoření společné celní unie a spolupráce v oblasti atomové energie.

## Spojení a vypršení platnosti
Navzdory tomu, že se jednalo o oddělené právní subjekty, ESUO, EHS a EURATOM od začátku sdílely Společné shromáždění (pozdější Evropský parlament) a Evropský soudní dvůr. Vysoký úřad a Komise zůstaly odděleny. Pozdějšími dohodami byly oddělené orgány ESUO, EHS a EURATOM spojeny. Avšak i když byly spojeny, jejich jednání se řídilo právními předpisy té které organizace podle toho, o čem se jednalo.
Význam ESUO se ve druhé polovině 20. století snižoval s tím, jak s technologickým vývojem klesal význam uhlí a oceli.
Platnost Pařížské smlouvy vypršela 23. 7. 2002. Oblast sektorové úpravy a pravomoci orgánů ESUO tak přešly do šířeji pojaté oblasti celní a hospodářské unie, tzn. do prvního pilíře Evropské unie.

## Úspěchy a neúspěchy
ESUO mělo jenom malý vliv na produkci uhlí a oceli. Ta se zvyšovala a snižovala v souladu se světovými trendy. Ale obchod mezi členskými státy se zvýšil (u uhlí zdesetinásobil). To členským státům ušetřilo peníze, protože nemusely dovážet uhlí z USA. Vysoký úřad také poskytl 280 půjček na modernizaci průmyslu. To pomohlo snížit náklady a zvýšit produkci.
| Podpis Platnost Smlouvy   | 1948 Brusel                                             | 1951 1952 Pařížská        | 1954 1955 Paříž. doh.                     | 1957 1958 Římské                          | 1965 1967 Slučovací                                       | 1975 TREVI                                         | 1985 Schengenská                                   | 1986 1987 JEA                                      | 1992 1993 Maastrichtská                            | 1992 1993 Maastrichtská | 1997 1999 Amsterodamská | 2001 2003 Niceská  | 2007 2009 Lisabonská | 2007 2009 Lisabonská |  |  |  |  |  |  |  |  |
|                           |                                                         |                           |                                           |                                           |                                                           |                                                    |                                                    |                                                    |                                                    |                         |                         |                    |                      |                      |  |  |  |  |  |  |  |  |
| Tři pilíře Evropské unie: |                                                         |                           |                                           |                                           |                                                           |                                                    |                                                    |                                                    |                                                    |                         |                         |                    |                      |                      |  |  |  |  |  |  |  |  |
| Evropská společenství:    |                                                         |                           |                                           |                                           |                                                           |                                                    |                                                    |                                                    |                                                    |                         |                         |                    |                      |                      |  |  |  |  |  |  |  |  |
|                           | Evropské společenství pro atomovou energii (EURATOM)    |                           |                                           |                                           |                                                           |                                                    |                                                    |                                                    |                                                    |                         |                         |                    |                      |                      |  |  |  |  |  |  |  |  |
|                           |                                                         |                           | Evropské společenství uhlí a oceli (ESUO) | Evropské společenství uhlí a oceli (ESUO) | Evropské společenství uhlí a oceli (ESUO)                 | Evropské společenství uhlí a oceli (ESUO)          | Smlouva vypršela v roce 2002                       | Smlouva vypršela v roce 2002                       | Smlouva vypršela v roce 2002                       |                         | Evropská unie (EU)      | Evropská unie (EU) |                      |                      |  |  |  |  |  |  |  |  |
|                           |                                                         |                           | Evropské hospodářské společenství (EHS)   |                                           |                                                           |                                                    |                                                    |                                                    |                                                    |                         | Evropská unie (EU)      | Evropská unie (EU) |                      |                      |  |  |  |  |  |  |  |  |
|                           |                                                         |                           |                                           | Schengenská smlouva                       |                                                           |                                                    | Evropské společenství (ES)                         | Evropské společenství (ES)                         |                                                    |                         | Evropská unie (EU)      | Evropská unie (EU) |                      |                      |  |  |  |  |  |  |  |  |
|                           |                                                         | TREVI                     | TREVI                                     | TREVI                                     | Spolupráce v oblasti spravedlnosti a vnitřních věcí (SVV) |                                                    | Evropské společenství (ES)                         | Evropské společenství (ES)                         |                                                    |                         | Evropská unie (EU)      | Evropská unie (EU) |                      |                      |  |  |  |  |  |  |  |  |
|                           | Policejní a soudní spolupráce v trestních věcech (PJCC) | TREVI                     | TREVI                                     | TREVI                                     | Spolupráce v oblasti spravedlnosti a vnitřních věcí (SVV) |                                                    |                                                    |                                                    |                                                    |                         | Evropská unie (EU)      | Evropská unie (EU) |                      |                      |  |  |  |  |  |  |  |  |
|                           |                                                         |                           |                                           |                                           | Evropská politická spolupráce (EPS)                       | Společná zahraniční a bezpečnostní politika (SZBP) | Společná zahraniční a bezpečnostní politika (SZBP) | Společná zahraniční a bezpečnostní politika (SZBP) | Společná zahraniční a bezpečnostní politika (SZBP) |                         | Evropská unie (EU)      | Evropská unie (EU) |                      |                      |  |  |  |  |  |  |  |  |
| Bruselský pakt            | Bruselský pakt                                          | Západoevropská unie (ZEU) | Západoevropská unie (ZEU)                 | Západoevropská unie (ZEU)                 | Západoevropská unie (ZEU)                                 | Západoevropská unie (ZEU)                          | Západoevropská unie (ZEU)                          |                                                    |                                                    |                         |                         | Evropská unie (EU) |                      |                      |  |  |  |  |  |  |  |  |
| Bruselský pakt            | Bruselský pakt                                          | Západoevropská unie (ZEU) | Západoevropská unie (ZEU)                 | Západoevropská unie (ZEU)                 | Západoevropská unie (ZEU)                                 | Západoevropská unie (ZEU)                          | Západoevropská unie (ZEU)                          | Smlouva vypršela v roce 2011                       |                                                    |                         |                         |                    |                      |                      |  |  |  |  |  |  |  |  |
|                           |                                                         |                           |                                           |                                           |                                                           |                                                    |                                                    |                                                    |                                                    |                         |                         | z • d • e          |                      |                      |  |  |  |  |  |  |  |  |